# Arachnopathie
Die Arachnopathie ist eine sehr seltene Erkrankung der Wirbelsäule. Dabei bilden sich Narben im Rückenmark, die zu einer massiven Bewegungseinschränkung führen.

## Symptome
Die Arachnopathie verursacht chronische und anhaltende Schmerzen im unteren Bereich des Rückens. Auch die Beine können betroffen sein, in schweren Fällen sogar der ganze Körper. Typische Symptome sind Kribbeln, Taubheit oder Schwäche in den Beinen. Manchmal treten Muskelkrämpfe oder Störungen im Blasen- und Darmbereich auf. Warum es dazu kommt, ist nach wie vor nicht hinreichend geklärt.
Um eine bessere Vorstellung von diesem Leiden zu bekommen, lohnt ein Blick auf die Anatomie: Die Wirbelsäule besteht aus 24 Wirbelkörpern mit ihren 23 dazwischen liegenden Bandscheiben. Durch den Wirbelkanal läuft der etwa fingerdicke Rückenmarksstrang vom Schädel bis zum Lendenwirbel. Und durch diesen wiederum läuft ein Schlauch – die Dura mater – in der sich die Rückenmarksflüssigkeit – der Liquor cerebrospinalis – befindet, die wie eine Gleitflüssigkeit wirkt. Außerdem befindet sich in der Dura mater aber auch die Spinnengewebshaut, die Experten als Arachnoidea bezeichnen. Wenn sich der Liquor im Rückenmarkskanal staut, entsteht ein Druck, der schließlich so groß wird, dass sich die Flüssigkeit einen Weg rechts und links der Wirbelsäule bahnt. Das sieht dann so aus wie ein Spinnengewebe. Als Folge kommt es zur Arachnopathie, einer Entzündung, die schließlich sogar zu einer Narbenbildung führt und die Bewegungsmöglichkeiten stark eingeschränkt.
Da die gleichen Symptome auch bei einem Bandscheibenvorfall auftreten, kommt es leider recht häufig zu einer Fehldiagnose. Mit Hilfe der Magnetresonanztomografie, bei der millimetergenaue Schichtaufnahmen vom Körper gemacht werden, ist die Krankheit aber gut zu erkennen.

## Behandlung
Die erfolgversprechendste Behandlungsmethode heißt Thekaloskopie. Dabei handelt es sich um einen minimal-invasiven Eingriff. Über einen kleinen Schnitt inspizieren Neurochirurgen den betroffenen Bereich, den sogenannten Subarachnoidalraum, mit einem flexiblen Endoskop. Mit Hilfe weiterer Spezialinstrumente können die Ärzte den Schaden beheben. Die meisten Patienten sind nach dem Eingriff wieder schmerzfrei.